# 毛竹仁介殼蟲
毛竹仁介殼蟲（学名：Aclerda tokionis）为仁介殼蟲科仁介殼蟲屬下的一个种。